# Artabotrys oxycarpus
Artabotrys oxycarpus är en kirimojaväxtart som beskrevs av George King. Artabotrys oxycarpus ingår i släktet Artabotrys och familjen kirimojaväxter. Inga underarter finns listade i Catalogue of Life.